# 巴登号战列舰
巴登号战列舰是德意志帝国海军在第一次世界大战期间建造的一艘巴伐利亚级超无畏战列舰。该舰于1915年10月下水，并于1917年3月服役，是用于战争最后完工的战列舰。而它的两艘姊妹舰——萨克森号和符腾堡号在战争结束时尚未完全建成。该舰装备有分布在四座双联装炮塔中的八门380毫米口径主炮，满载排水量达32200吨，最高速度为21節（39每小時；24英里每小時）。巴登号连同其姊妹舰巴伐利亚号均是帝国海军建造的最大及最强力的装甲战列舰。
在完成调试编入海军序列后，巴登号取代腓特烈大帝号成为了公海舰队的旗舰。它在短暂的生涯中仅参加过小规模行动；其唯一的主要出击是在1918年4月，但最终没有任何开火。随着德国在1918年11月投降，巴登号与大多数公海舰队的舰只被英国皇家海军扣押在斯卡帕湾。1919年6月21日，海军少将路德维希·冯·罗伊特作为被扣押的舰队指挥官，下令全数凿沉舰队。然而，港口内的英国水兵却成功登上巴登号并将它拖上岸边以防止下沉。舰体被重新浮起后进行了彻底检查，并作为靶舰最终于1921年在皇家海军进行大量的射击测试后沉没。

## 建造

巴伐利亚级舰只的装甲布局；数字表示每个区域的装甲厚度（毫米）

巴登号是根据1912年通过的第四部及最后一部《德国海军法》，以“韦尔特代舰（Ersatz Wörth）”作为临时代号而建造的。工程于但泽的希肖船厂展开，生产编号为913。舰只是在1913年12月20日进行龙骨架设并于1915年10月30日下水。经过舾装和试航后，舰只于1917年3月14日正式服役。它共花费了德意志帝国政府4900万金马克。巴登号之后的另外两艘姊妹舰，萨克森号和符腾堡号则在一战结束后仍未完工，并最终遭到废弃，这也使得巴登号成为帝国海军最后建成的战列舰。
巴登号的水线长度为179.4米，全长为180米。它有30米的梁宽，吃水深度介乎于9.3米至9.4米之间。正常排水量为28530吨，而在全作战负载时，最大排水量可达32200吨。由于排水量比其前身国王级还多3000吨，巴登号也成为了帝国海军所建造的最大型战列舰。巴登号由3套希肖蒸汽涡轮机驱动，额定功率为34521匹轴马力（26000千瓦），并可达到55000匹轴马力（41390千瓦）的最大功率。舰只的最高速度为21节（39公里/小时），但亦曾达到过22.1节。
巴登号装备有八门380毫米口径主炮，它们分布在四座Drh LC/1913型双联装炮塔中：舰头和舰尾各有两个超射转台。巴登号及其姊妹舰巴伐利亚号是首个配备这种口径主炮的德国军舰，此前的战列舰均只有280毫米或308毫米口径的主炮。它的副炮系统包括十六门150毫米口径速射炮、六门88毫米口径高射炮和五具600毫米口径水下鱼雷发射管——其中舰首一具，侧舷各两具。完成调试后，它共可搭载42名军官和1129名士兵作为船员。

## 服役历史
在完成调试加入公海舰队后，巴登号被用作舰队指挥官、海军中将弗朗兹·冯·希佩尔的旗舰，并始终维持这一地位直至战争结束。在1917年8月末，巴登号奉命搭载德意志皇帝威廉二世前往黑尔戈兰岛检阅防御工事，并在沿途由战列巡洋舰德弗林格号及小巡洋舰埃姆登号和卡尔斯鲁厄号护航。检阅结束后，巴登号又接载皇帝返回库克斯港。舰只曾撞上库克斯港外围的海床，但并未造成重大损伤。

### 1918年4月出击

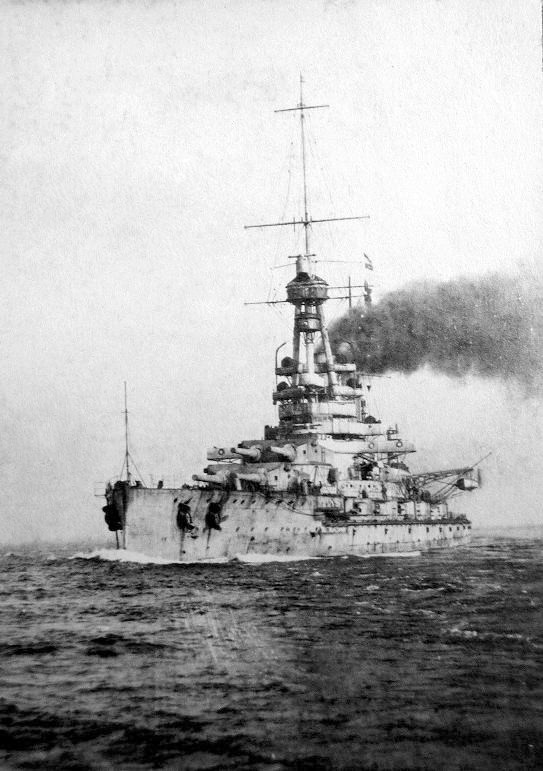
航行中的巴登号

1917年底，公海舰队的轻型水面部队开始在英国与挪威之间的北海航道进行运输队反护航突袭。10月17日，布雷巡洋舰丽蝇号和牛虻号拦截了其中一支运输队，击沉12艘货船中的9艘以及2艘负责护航的驱逐舰。12月12日，4艘德国驱逐舰又伏击了第二支由5艘货船和2艘驱逐舰组成的运输队。全部5艘货船及1艘驱逐舰被击沉。这两次突袭促使英国大舰队指挥官、海军上将戴维·贝蒂不得不将部分战列舰从作战舰队中抽离，以保护运输队。这也为德意志帝国海军提供了一个机会，他们在整个战争中一直等待的机会：将数量占优的大舰队部分分离，并对其实施孤立和歼灭。海军中将希佩尔为此所规划的行动是：第一侦察集群的战列巡洋舰将连同轻巡洋舰及驱逐舰，去攻击其中一支大型运输队，而公海舰队的其余主力舰则在一旁待命，准备攻击英国的无畏舰分舰队。
1918年4月23日5时正，德国舰队驶离希利希锚地。希佩尔登上巴登号，下令将无线电传输保持在最低限度，以防止英国情报部门截获。6时10分，德国战列巡洋舰已抵达卑尔根西南约67公里的位置，毛奇号却脱落了其内部的一只螺旋桨，并对动力装置造成严重破坏。船员的临时修理生效，允许舰只以4节的速度移动，但它还是要求进行拖曳。尽管受此挫折，希佩尔仍然继续北上。午后14时，希佩尔的部队已经穿越运输航道数次，但都一无所获。于是在14时10分，希佩尔下令掉头南下。至18时37分，德国舰队已经返回其基地周围的防御雷区。他们后来发现，运输队已经比德国策划人员的预期提前一天出航。
同年5月24日，巴登号再度驶往黑尔戈兰岛，任务时搭载舰队总指挥官、海军上将赖因哈德·舍尔，以及巴登大公弗里德里希二世对该岛进行检阅。本次航行仅有卡尔斯鲁厄号加入护航。

### 威廉港兵变
作为公海舰队的旗舰，巴登参与了舰队在停战前的最后一次行动。该行动的设想是公海舰队大部从威廉港基地出动寻找大舰队主力决战。为了使德国在停战协议中取得更好的谈判地位，海军上将希佩尔和舍尔旨在不惜一切代价重创英国海军。因此在1918年10月29日，舰队受命离开威廉港，并在亚德湾锚地集结，打算于次日清晨出发。然而从10月29日夜晚开始，图林根号战列舰船员发动叛变。
10月30日清晨，位于图林根号正后方的黑尔戈兰号战列舰也加入了兵变。在两艘鱼雷艇接近并威胁要开火后，这两艘战列舰自愿投降，船员被带上岸监禁。而此时巴登号船员的情绪也被报告为“危险”。叛乱随后蔓延上岸；11月3日，大约20000名水手、码头工人和平民在基尔向有关部门抗议，要求释放被判入狱的叛变者。与此同时，在11月9日，社会党人登上巴登号升起红旗，并最终说服希佩尔和舍尔放弃计划。

### 斯卡帕湾自沉

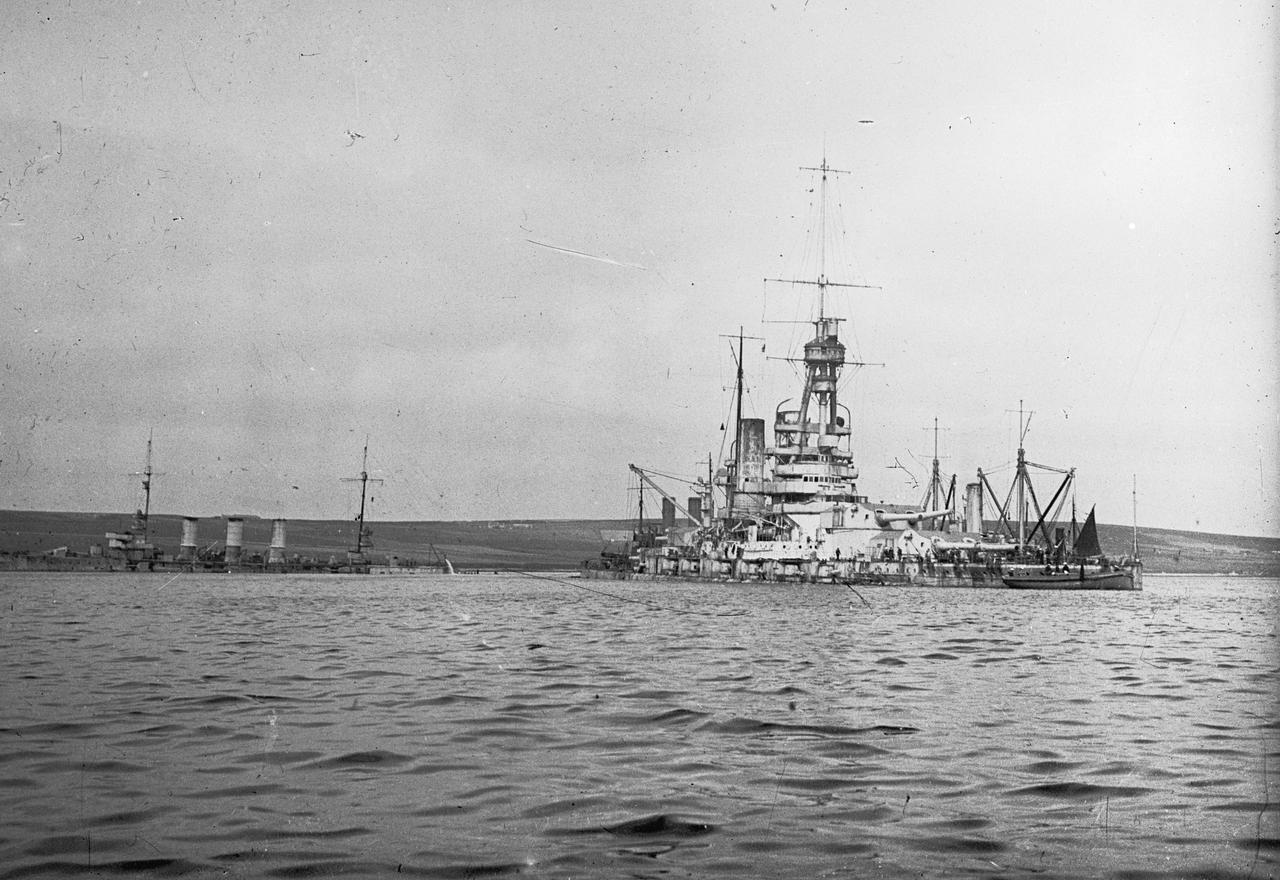
巴登号在斯卡帕湾的打捞过程

巴登号最初没有被列入移交的停战条款内，但它其后还是用作取代马肯森号战列巡洋舰被扣押，因为后者尚未完工，无法出海。结果，巴登号没有跟上公海舰队于11月21日启程前往斯卡帕湾的步伐，而是在1919年1月7日离开德国。皇家海军于1月9日登舰检查，但许多技术器械，包括射击设备，都已在舰只离开德国前被拆除。
在落实《凡尔赛条约》的谈判过程中，舰队一直被扣押。海军少将路德维希·冯·罗伊特，作为被扣押德国舰队的指挥官，从《泰晤士报》获悉临时停战协定将于1919年6月21日中午到期，而这也是德国签署和平条约的最后期限。罗伊特推断英国方面将在谈判到期而无法达成协议的情况下强行抢占德国军舰。为了防止这种情况，他决定第一时间凿沉己方舰只。6月21日上午，英国舰队离开斯卡帕湾进行训练演习；11时20分，罗伊特向全体德国军舰下达了他的命令。巴登号是最后一艘进入凿沉程序的军舰，驻港口的英国部队在它沉入深水区前成功控制该舰并开至浅滩。它也因此成为了自沉事件中唯一没有成功沉没的主力舰。该舰于7月再次浮起，然后被拖曳至因弗戈登的英国海军基地。

### 英国服役
在舰只抵达因弗戈登后，皇家海军的技术人员对巴登号进行了仔细的审查。海军工程师检验船体，包括螺丝、舭龙骨和方向舵，以确定舰体外型的耐水性。该舰被发现大致与英国的复仇级战列舰同样高效。舰上的装甲防护系统也得到了广泛的研究；英方审查组得出的结论是，该舰在日德兰海战中借鉴的经验并没有遭到改动。
主炮塔及弹药库也是严格审查的对象。其中进行的一个试验是测试弹药库的补弹速度有多快，其结果是12分钟。枪炮实验室卓越号则对主炮进行了装载测试，结果表明主炮在完成发射后只需23秒即可重新装填完毕，比伊丽莎白女王级战列舰快了13秒。审查组还对舰只的水密舱室和水下防护系统特别感兴趣，他们密切关注于泵送及抗沉设备。指挥官W·M·菲普斯·霍恩比（W M Phipps Hornby）曾于审查期间在巴登号舰内生活了数周，他在1969年寄给海军历史学家阿瑟·马德的信中写到，经过他“深思熟虑后——尽管我知道同期肯定也有人在做这样的考量，我认为作为一个战争机器，巴登号的能力比起皇家海军的任何类似舰只都要明显优秀”。

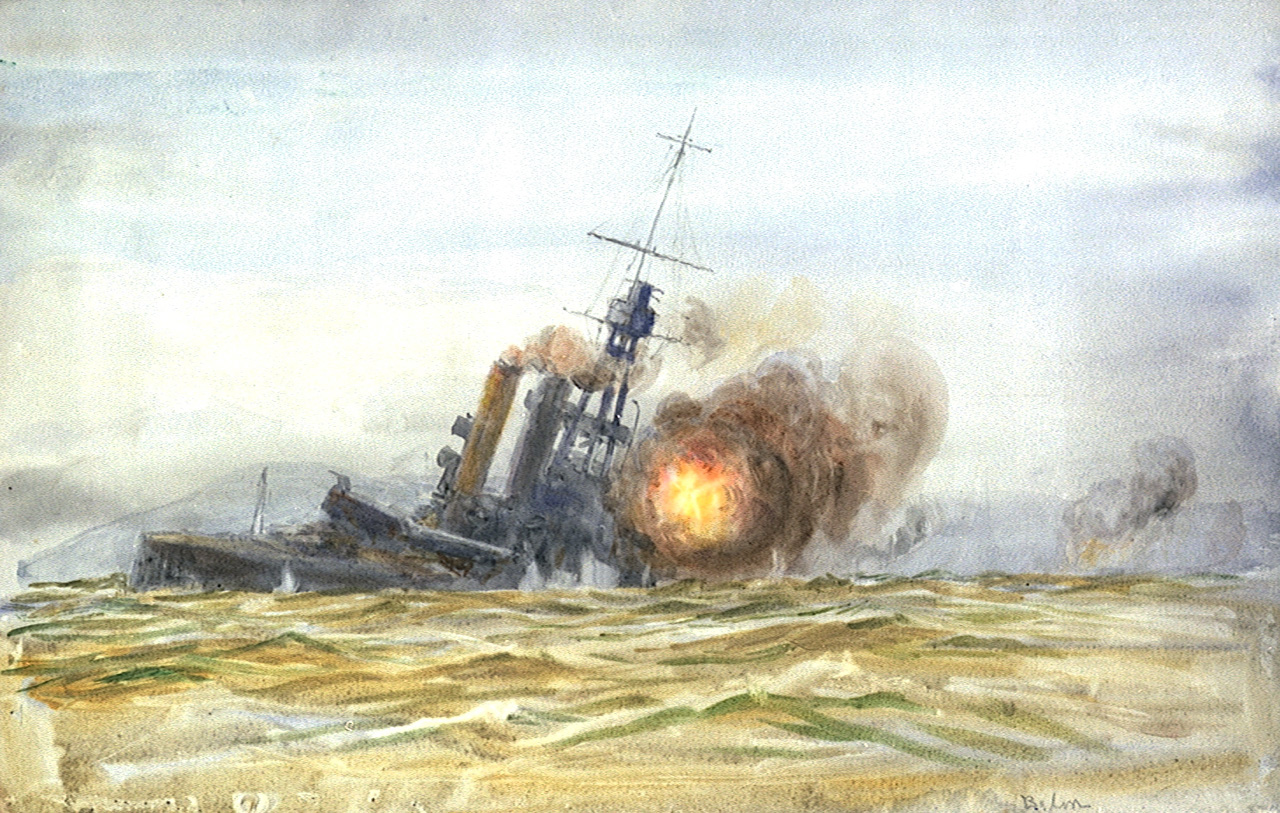
巴登号作为靶舰被击沉的画面

在审查结束后，巴登号被确定可以作为一艘靶舰使用。它受命参加了1921年1月的首轮射击测试。卓越号的炮手发射了在日德兰海战后新引入的穿甲弹。这一轮的测试是用来确定炸药在雷管内的最有效爆破比；因为在日德兰使用的炮弹在打击重型装甲时会倾向于将其破碎而不是穿透。浅水重炮舰惊骇号停泊在巴登号约500码（460米）开外，并以380毫米口径炮近距离施射。巴登号移除了从右舷至左舷的煤炭及装甲，以模拟炮弹从俯角打击装甲的效果。最靠前的炮塔在此时已被移除。惊骇号共向该舰发射了17发各种类型的炮弹。皇家海军在经过这些测试后断定，新的炮弹已具备充分穿透重型装甲的能力，并且比用于日德兰海战的先前版本要高效得多。在测试之后，巨浪使得巴登号于浅水区下沉，直至三个月后才再次浮起，并在船坞进行维修，以准备参加1921年8月进行的第二轮测试。
第二轮测试被安排在1921年8月16日进行。浅水重炮舰厄瑞玻斯号向巴登号发射了15发混合类型的炮弹。这一次，炮弹针对巴登号重型装甲的表现不佳；其中一枚穿甲弹引爆失败，另外两枚半穿甲弹则出现破碎效果。六枚航空炸弹也在舰上引爆，尽管它们是被预先安置在舰上并通过遥控引爆。总体而言，炮弹的表现未能达到人们的预期。而在紧随其后的第二轮射击中，巴登号被击沉。舰体沉没在赫德深水区约180米的深度之下。
巴登号试验的最重要发现是，180毫米厚的中型装甲对于大口径炮弹完全无效。结果，皇家海军采用了由美国海军首创的“全有或全无”式装甲。全有或全无的装甲理论包括对舰体的要害部位施以极重型装甲保护，而舰体的其余部分则完全摒弃装甲。该体系被装备在英国战后的首个战列舰船级——纳尔逊级之中。

## 注解
1. ↑   SMS表示, 即“陛下之舰”。
2. ↑   巴登号是被订购用于取代原有战列舰沃尔特号；为德文“代替”之意。见：Gröner，第28頁.
3. ↑   英国承诺每月向挪威供应23万吨煤炭。见：Massie，第747頁.
4. ↑   在此时，停战协议已被延长至6月23日，尽管冯·罗伊特是否意识到这一点仍存在一些争议。海军上将悉尼·弗里曼特（英语：Sydney Fremantle）表示已于20日傍晚知会罗伊特，虽然罗伊特宣称他并不清楚事态的发展。对于弗里特曼的说法，见Bennett，第307頁。对于罗伊特的声明，见Herwig，第256頁。
5. ↑   在弹药发射时，弹药库会被安装在水线以下，以防止灾难性爆炸。见Goodall，第18–19頁.